# Malang Diedhiou
Malang Diedhiou (Bignona, Senegal, 30 de abril de 1973) es un árbitro de fútbol de Senegal que pertenece a la CAF, adscrito al comité senegalés, arbitra partidos en la Liga senegalesa de fútbol.

## Trayectoria
Fue uno de los árbitros que dirigió la Copa Africana de Naciones 2015.
El 27 de abril de 2017, Diedhiou fue designado por la CAF como árbitro de ayudante de vídeo para la Copa FIFA Confederaciones 2017 junto a Bakary Gassama, Jean Claude Birumushahu y Marwa Gama.

## Copa Mundial de la FIFA
| Copa Mundial de Fútbol de 2018 – Rusia | Copa Mundial de Fútbol de 2018 – Rusia | Copa Mundial de Fútbol de 2018 – Rusia | Copa Mundial de Fútbol de 2018 – Rusia | Copa Mundial de Fútbol de 2018 – Rusia | Copa Mundial de Fútbol de 2018 – Rusia   | Copa Mundial de Fútbol de 2018 – Rusia | Copa Mundial de Fútbol de 2018 – Rusia |
| Fecha                                  | Partido                                | Sede                                   | Fase                                   | Amonestado                             | Otorgado · Otorgado otra vez · Expulsado | Expulsado                              | Anotado · Penal                        |
| -------------------------------------- | -------------------------------------- | -------------------------------------- | -------------------------------------- | -------------------------------------- | ---------------------------------------- | -------------------------------------- | -------------------------------------- |
| 17 de junio de 2018                    | Costa Rica 0 – 1 Serbia                | Samara                                 | Fase de grupos                         | 4                                      | 0                                        | 0                                      | 0                                      |
| 25 de junio de 2018                    | Uruguay 3 – 0 Rusia                    | Samara                                 | Fase de grupos                         | 3                                      | 1                                        | 0                                      | 0                                      |
| 2 de julio de 2018                     | Bélgica 3 – 2 Japón                    | Rostov-on-Don                          | Octavos de final                       | 1                                      | 0                                        | 0                                      | 0                                      |